# Magyar tollaslabda-csapatbajnokság
A magyar tollaslabda-csapatbajnokság 1961-től kerül megrendezésre. A bajnokságot kezdetben a Közalkalmazottak Szakszervezete Sportosztálya, a VIII. kerületi Tollaslabda Bizottság, majd a Magyar Tenisz Szövetség Tollaslabda Bizottsága, 1969 óta a Magyar Tollaslabda Szövetség írja ki és rendezi meg. A bajnokságban 1967 óta vegyes csapatok szerepelnek, addig külön rendezték a férfi és a női bajnokságot (a nőkét csak 1964-től). A Magyar Testnevelési és Sportszövetség a tollaslabdázást az egyéni sportágak közé sorolta, ezért 1971–1978 között országos csapatbajnokság nem volt rendezhető.
A legtöbb bajnoki címet a Debreceni TC-DSC-SI (Debreceni Kinizsi) nyerte, 18-szor győztek.

## Az eddigi érmesek
| Évad       | 1. hely                    | 2. hely                  | 3. hely                  |
| ---------- | -------------------------- | ------------------------ | ------------------------ |
| 1961 férfi | Bírósági és Ügyészségi KSE | HM Petőfi                | Geofizikai Intézet       |
| 1962 férfi | Bírósági és Ügyészségi KSE | HM Petőfi                | XV. ker. Tanács SK       |
| 1963 férfi | Bírósági és Ügyészségi KSE | XV. ker. Tanács SK       | ÉVITERV SC               |
| 1964 férfi | ÉVITERV SC                 | Mérésügy                 | Budaörs                  |
| 1964 női   | ÉVITERV SC                 | Martos Flóra Gimnázium   | XV. ker. Tanács SK       |
| 1965 férfi | MÜM 2. sz. Tanintézet SK   | ÉVITERV SC               | Fazekas Gimnázium        |
| 1965 női   | ÉVITERV SC                 | ÉVITERV SC B             |                          |
| 1966 férfi | ÉVITERV SC                 | MÜM 2. sz. Tanintézet SK | Igazságügyi SC           |
| 1966 női   | ÉVITERV SC                 | Bp. Petőfi               | XV. ker. Tanács SK       |
| 1967       | Bp. Petőfi                 | Igazságügyi SC           | MÜM 2. sz. Tanintézet SK |
| 1968       | Bp. Petőfi                 | Szolnoki Kilián FSE      | Igazságügyi SC           |
| 1969       | Bp. Petőfi                 | Szolnoki Kilián FSE      | Igazságügyi SC           |
| 1970       | Bp. Helyiipari SC          | Igazságügyi SC           | Szolnoki Kilián FSE      |
| 1971       | –                          |                          |                          |
| 1972       | –                          |                          |                          |
| 1973       | –                          |                          |                          |
| 1974       | –                          |                          |                          |
| 1975       | –                          |                          |                          |
| 1976       | –                          |                          |                          |
| 1977       | –                          |                          |                          |
| 1978       | –                          |                          |                          |
| 1979       | FŐKERT SE                  | Honvéd Zrínyi SE         | Honvéd Kilián FSE        |
| 1980       | Honvéd Kilián FSE          | Honvéd Zrínyi SE         | Nyíregyházi VSSC         |
| 1981       | Honvéd Zrínyi SE           | Honvéd Kilián FSE        | Nyíregyházi VSSC         |
| 1982       | Honvéd Kilián FSE          | Honvéd Zrínyi SE         | Nyíregyházi VSSC         |
| 1983       | Honvéd Zrínyi SE           | Honvéd Kilián FSE        | Honvéd Osztapenko SE     |
| 1984       | Honvéd Zrínyi SE           | Honvéd Kilián FSE        | Honvéd Osztapenko SE     |
| 1985       | Honvéd Zrínyi SE           | Honvéd Osztapenko SE     | Nyíregyházi VSSC         |
| 1986       | Honvéd Zrínyi SE           | Honvéd Osztapenko SE     | Nyíregyházi VSSC         |
| 1987       | Nyíregyházi VSSC           | Honvéd Osztapenko SE     | Honvéd Zrínyi SE         |
| 1988       | Honvéd Zrínyi SE           | Nyíregyházi VSSC         | Debreceni Kinizsi        |
| 1989       | Honvéd Zrínyi SE           | Nyíregyházi VSSC         | Debreceni Kinizsi        |
| 1990       | Nyíregyházi VSSC           | Honvéd Zrínyi SE         | Debreceni Kinizsi        |
| 1991       | Debreceni Kinizsi          | Nyíregyházi VSC          | Honvéd Zrínyi SE         |
| 1992       | Debreceni Kinizsi          | Nyíregyházi VSC          | Honvéd Zrínyi SE         |
| 1993       | Debreceni Kinizsi          | Honvéd Zrínyi SE         | Nyíregyházi VSC          |
| 1994       | Debreceni Kinizsi          | Honvéd Zrínyi SE         | Nyíregyházi VSC          |
| 1995       | Debreceni Kinizsi          | Honvéd Zrínyi SE         | III. ker. TVE-Rosco SE   |
| 1996       | Honvéd Zrínyi SE           | Debreceni TC             | Rosco SE                 |
| 1997       | Debreceni TC               | Honvéd Zrínyi SE         | Rosco SE                 |
| 1998       | Debreceni TC               | Honvéd Zrínyi SE         | Rosco SE                 |
| 1999       | Debreceni TC-DSI           | Rosco SE                 | Honvéd Zrínyi SE         |
| 2000       | Debreceni TC-DSI           | BEAC                     | Rosco SE                 |
| 2001       | Debreceni TC-DSI           | BEAC                     | Rosco SE                 |
| 2002       | Debreceni TC-DSI           | BEAC                     | Rosco SE                 |
| 2003       | Debreceni TC-DSI           | Rosco SE                 | BEAC                     |
| 2004       | Debreceni TC-DSI           | Rosco SE                 | Sportiskola SE           |
| 2005       | Debreceni TC-DSI           | Rosco SE                 | Honvéd Zrínyi SE         |
| 2006       | Debreceni TC-DSI           | Rosco SE                 | Honvéd Zrínyi SE         |
| 2007       | Debreceni TC-DSI           | Honvéd Zrínyi SE         | Sportiskola SE           |
| 2008       | Debreceni TC-DSI           | Honvéd Zrínyi SE         | Sportiskola SE           |
| 2009       | Multi Alarm SE             | Debreceni TC-DSI         | Honvéd Zrínyi SE         |
| 2010       | Debreceni TC-DSC-SI        | Honvéd Zrínyi SE         | Multi Alarm SE           |
| 2011       | Multi Alarm SE             | Debreceni TC-DSC-SI      | Honvéd Zrínyi SE         |
| 2012       | Multi Alarm SE             | Debreceni TC-DSC-SI      | Honvéd Zrínyi SE         |
| 2013       | Multi Alarm SE             | Debreceni TC-DSC-SI      | Honvéd Zrínyi SE         |
| 2014       | Multi Alarm SE             | Debreceni TC-DSC-SI      | Honvéd Zrínyi SE         |
| 2015       | Multi Alarm SE             | Debreceni TC-DSC-SI      | Honvéd Zrínyi SE         |
| 2016       | Multi Alarm SE             | Debreceni TC-DSC-SI      | Honvéd Zrínyi SE         |
| 2017       | Multi Alarm SE             | Debreceni TC-DSC-SI      | Fehérvár BSE             |
| 2018       | Multi Alarm SE             | Debreceni TC-DSC-SI      | Fehérvár BSE             |
| 2019       | Multi Alarm SE             | Tisza Tollas SE          | Debreceni TC-DSC-SI      |
| 2020       | Tisza Tollas SE            | Multi Alarm SE           | Fehérvár BSE             |
| 2021       | Tisza Tollas SE            | Multi Alarm SE           | Fehérvár BSE             |
| 2022       | Tisza Tollas SE            | Multi Alarm SE           | Fehérvár BSE             |
| 2023       | Multi Alarm SE             | Tisza Tollas SE          | Fehérvár BSE             |
| 2024       | Multi Alarm SE             | Városi SE Dunakeszi      | Fehérvár BSE             |